# Mistrovství Evropy ve veslování 2019
Mistrovství Evropy veslování 2019 se konalo v Lucernu, Švýcarsko od 31. května do 2. června 2019. 

## Souhrn medaile

### Muži
| Disciplína                     | Zlato | Čas     | Stříbro | Čas     | Bronz | Čas     |
| Skif M1x                       | Německo Oliver Zeidler | 6:47.32 | Nizozemsko Stef Broenink | 6:47.51 | Bělorusko Pilip Pavukou | 6:47.72 |
| Dvojka bez kormidelníka M2-    | Chorvatsko Martin Sinković Valent Sinković | 6:22.46 | Rumunsko Marius Cozmiuc Ciprian Tudosă | 6:24.53 | Španělsko Jaime Canalejo Pazos Javier García Ordóñez                                                                                                | 6:26.31 |
| Dvojskif M2x                   | Polsko Mirosław Ziętarski Fabian Barański | 6:13.51 | Švýcarsko Barnabé Delarze Roman Röösli | 6:13.60 | Rumunsko Ioan Prundeanu Marian-Florian Enache | 6:13.96 |
| Čtyřka bez kormidelníka M4-    | Spojené království Oliver Cook Matthew Rossiter Rory Gibbs Sholto Carnegie                                                                                  | 5:51.01 | Polsko Mikołaj Burda Mateusz Wilangowski Marcin Brzeziński Michał Szpakowski                                                                       | 5:53.90 | Německo Felix Brummel Felix Wimberger Max Planer Nico Merget                                                                                        | 5:56.08 |
| Párová čtyřka M4x              | Nizozemsko Dirk Uittenbogaard Abe Wiersma Tone Wieten Koen Metsemakers                                                                                      | 5:35.75 | Itálie Filippo Mondelli Andrea Panizza Luca Rambaldi Giacomo Gentili                                                                               | 5:40.19 | Spojené království Jack Beaumont Jonathan Walton Angus Groom Peter Lambert                                                                          | 5:41.89 |
| Osmiveslice M8+                | Německo Johannes Weißenfeld Laurits Follert Jakob Schneider Torben Johannesen Christopher Reinhardt Malte Jakschik Richard Schmidt Hannes Ocik Martin Sauer | 5:25.68 | Spojené království Thomas Ford James Rudkin Thomas George Moe Sbihi Jacob DawsonOliver Wynne-Griffith Matthew Tarrant Josh Bugajski Henry Fieldman | 5:26.55 | Nizozemsko Vincent van der Want Boudewijn Röell Jasper Tissen Ruben Knab Mechiel Versluis Bram Schwarz Bjorn van den Ende Robert Lücken Aranka Kops | 5:27.97 |
| Muži - lehké váhy              | |         | |         | |         |
| Skif lehkých vah LM1x          | Maďarsko Péter Galambos | 6:57.00 | Polsko Artur Mikołajczewski | 6:58.98 | Itálie Martino Goretti | 7:02.27 |
| Dvojskif lehkých vah LM2x      | Německo Jonathan Rommelmann Jason Osborne | 6:12.58 | Itálie Stefano Oppo Pietro Ruta | 6:13.95 | Belgie Tim Brys Niels Van Zandweghe | 6:15.51 |
| Párová čtyřka lehkých vah LM4x | Itálie Catello Amarante II Lorenzo Fontana Alfonso Scalzone Gabriel Soares                                                                                  | 5:55.4  | Nizozemsko Hilmar Verbeek David Kampman Ward van Zeijl Bart Lukkes                                                                                 | 5:56.89 | Francie Léo Grandsire Hugo Beurey Benjamin David Ferdinand Ludwig                                                                                   | 5:57.05 |

### Ženy
| Disciplína                  | Zlato | Čas     | Stříbro | Čas     | Bronz | Čas     |
| Skif W1x                    | Irsko Sanita Pušpure | 7:23.18 | Švýcarsko Jeannine Gmelin | 7:24.04 | Česko Miroslava Knapková | 7:24.85 |
| Dvojka bez kormidelníka W2- | Španělsko Aina Cid Virginia Diaz Rivas | 7:14.14 | Rumunsko Adriana Ailincai Maria Tivodariu | 7:15.52 | Itálie Kiri Tontodonati Aisha Rocek | 7:16.22 |
| Dvojskif W2x                | Německo Leonie Menzel Carlotta Nwajide | 6:49.23 | Rumunsko Nicoleta-Ancuța Bodnar Simona Geanina Radis                                                                                             | 6:50.56 | Itálie Stefania Buttignon Stefania Gobbi | 6:51.38 |
| Čtyřka bez kormidelníka W4- | Nizozemsko Ellen Hogerwerf Karolien Florijn Ymkje Clevering Veronique Meester | 6:24.84 | Rumunsko Ioana Vrinceanu Viviana-Iuliana Bejinariu Mădălina Bereș Denisa Tîlvescu                                                                | 6:27.92 | Polsko Joanna Dittmann Monika Chabel Olga Michałkiewicz Maria Wierzbowska                                                                                             | 6:32.37 |
| Párová čtyřka W4x           | Německo Michaela Staelberg Julia Lier Franziska Kampmann Frieda Hämmerling | 6:16.69 | Nizozemsko Roos de Jong Inge Janssen Sophie Souwer Olivia van Rooijen                                                                            | 6:17.08 | Ukrajina Yevheniya Dovhodko Daryna Verkhohliad Anastasija Koženkovová Yana Dementyeva                                                                                 | 6:18.82 |
| Osmiveslice W8+             | Rumunsko Cristina-Georgiana Popescu Amalia Beres Mădălina-Gabriela Cașu Roxana Parascanu Beatrice-Mădălina Parfenie Iuliana Popa Maria-Magdalena Rusu Roxana-Iuliana Anghel Daniela Druncea | 6:03.49 | Spojené království Fiona Gammond Zoe Lee Josephine Wratten Harriet Taylor Rowan McKellar Rebecca Shorten Karen Bennett Holly Norton Matilda Horn | 6:03.55 | Rusko Vasilisa Stepanova Elizaveta Kovina Ekaterina Potapova Anna Karpova Olga Zaruba Anastasia Tikhanova Ekaterina Sevostianova Elena Oriabinskaia Elizaveta Krylova | 6:06.38 |
| Ženy - lehké váhy           | |         | |         | |         |
| Skif lehkých vah LW1x       | Itálie Federica Cesarini | 7:32.45 | Německo Leonie Pieper | 7:34.17 | Nizozemsko Marieke Keijser | 7:36.59 |
| Dvojskif lehkých vah LW2x   | Bělorusko Anastasiia Ianina Alena Furman | 6:58.69 | Francie Laura Tarantola Claire Bove | 7:00.29 | Švýcarsko Patricia Merz Frédérique Rol | 7:02.63 |